# Maximilian Thun-Hohenstein

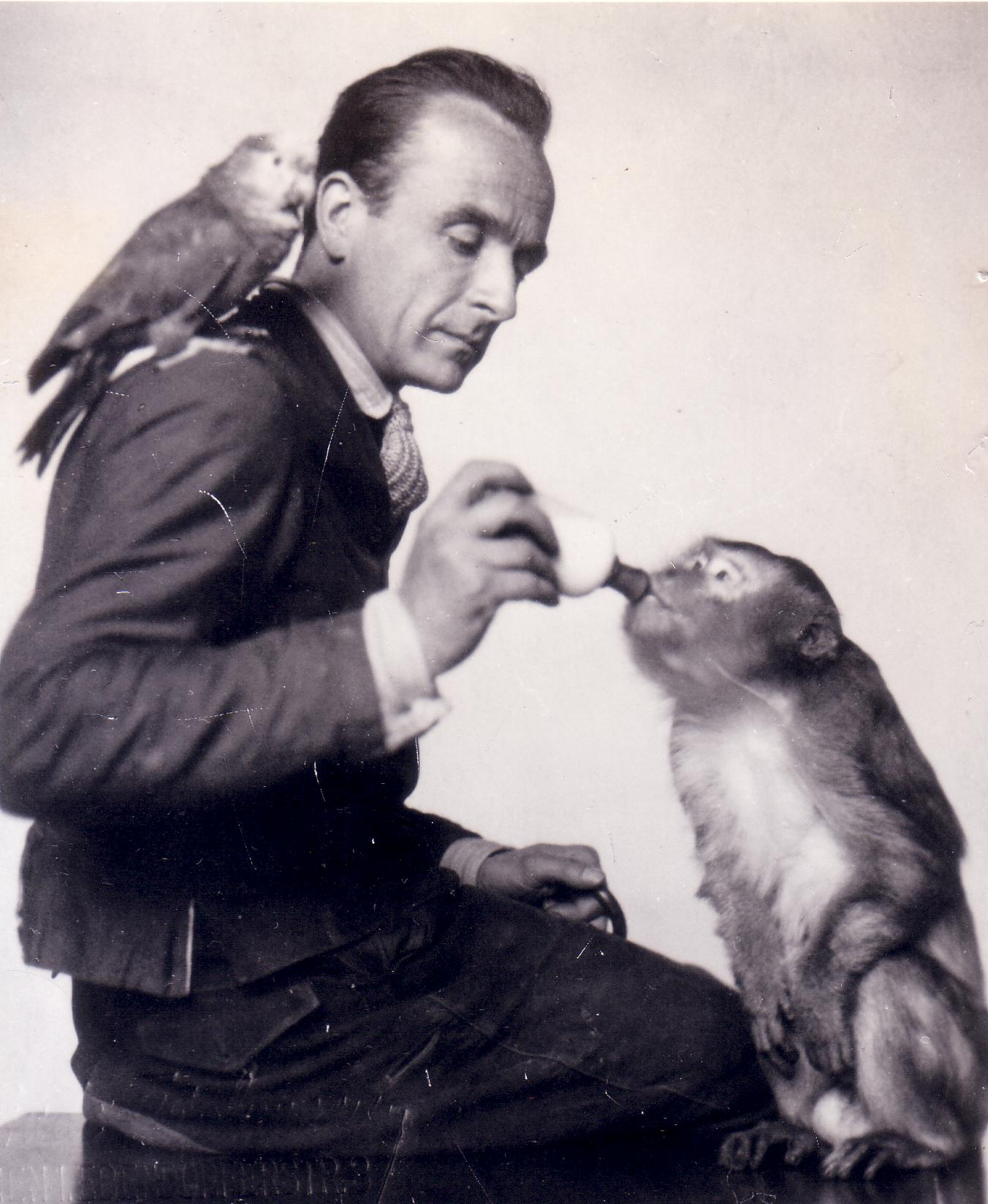
Maximilian von Thun-Hohenstein

Maximilian Maria Moritz Graf von Thun und Hohenstein (* 14. Dezember 1887 in Lysá nad Labem (Lissa an der Elbe), Böhmen; † 12. April 1935 in Wien) war ein österreichischer Arzt und Bewegungsforscher. Er wurde vor allem bekannt durch die Erforschung der arteigenen Fortbewegungsarten des Menschen.
„Bewegung kann man mit den Augen sehen und mit den Ohren hören, begreifen kann man sie nur, wenn man sie ausübt.“

## Leben
Die Familie stammte aus Tirol und gehörte dem Uradelsgeschlecht Thun und Hohenstein an, innerhalb dessen der II. Linie Castel Bragher, 1. (böhmischer) Ast, 1. Zweig (Fideikommiss Klösterle) an. Sein Vater war Maximilian Theodor Johann Ernst Graf von Thun und Hohenstein, 1857–1950, seine Mutter war Gabriele Sophie Maria Prinzessin Lobkowitz, 1864–1941. Max Thun Hohenstein wuchs mit seinem jüngeren Bruder Felix und seinen Schwestern Johanna und Marianne auf dem elterlichen Schloss in Lissa auf. Die ländliche Umgebung, Tiere, vor allem der ihm schon früh von seinem Vater gelehrte Umgang mit Pferden, sowie der Fechtunterricht waren bestimmend für seine Kindheit und Jugend und wurden später Grundlage seiner Forschung. Die Beziehung zu seiner Mutter – sie war die höchstrangige Hofdame der Erzherzogin und späteren Kaiserin Zita – war sein Leben lang schwierig. Später, in den Wiener Jahren, war es Adolf Loos, der zu vermitteln suchte. Max besuchte das Gymnasium im Jesuitenkollegium in Kalksburg bei Wien und studierte dann, entgegen dem heftigen Widerstand des Vaters, der ihn für den Militärdienst bestimmt hatte, Medizin. Zuerst in Innsbruck, dann an der deutschen Karl-Ferdinands-Universität in Prag, wo er am 18. Mai 1914 promoviert wurde.
Im Ersten Weltkrieg diente er als Kavallerie-Offizier (Oberleutnant im Dragoner-Regiment Prinz Eugen von Savoyen) und ließ sich dann als praktischer Arzt in Prag nieder, wandte sich aber bald der Bewegungsforschung zu. Schon auf den Gymnasiasten hatte die Körperkultur des damals überaus populären Dänen Jørgen Peter Müller starken Eindruck gemacht – seine Bücher waren in jeder Bibliothek zu finden, sogar in jener von Franz Kafka. 1926 übersiedelte er von Prag nach Wien, wo er mehr Verständnis für seine Arbeit fand. Seine Lehre wurde Teil des kulturellen Aufbruchs an der Schwelle des 20. Jahrhunderts, der Moderne. Er praktizierte gleich einem Facharzt für Bewegungstherapie (Fachschaft gab es noch keine), hielt Vorträge im In- und Ausland, wobei er die Bewegungen, von denen er gerade sprach, gleich auch in geradezu artistischer Weise, lediglich mit einer knappen Badehose bekleidet, vorzeigte.
1928 gründete er die „Wissenschaftliche Gesellschaft für natürliche Bewegungspflege“, innerhalb der 1932 das „Zentralinstitut für gymnastische Erziehung“ eingerichtet wurde. Julius Tandler lud ihn zu Kursen ein, Persönlichkeiten der Medizin und Kultur standen ihm interessiert gegenüber, darunter Alban Berg und Egon Wellesz. Seine Vorträge mit Vorführungen füllten den großen Saal des Wiener Konzerthauses. Sie waren so bekannt, dass der Schriftsteller Soma Morgenstern ein Feuilleton für die Frankfurter Zeitung darüber verfasste. 
Karl Kraus nannte ihn spöttisch „der Biolog“ und sah in ihm nur einen Geistesgestörten. Max Thun und seine Geliebte, die böhmische Freifrau Sidonie Nádherná von Borutín (1885–1950), heirateten am 12. April 1920, sie kehrte aber schon am 20. Dezember 1920 zu Kraus, ihrem Freund, zurück. Erst am 24. November 1933 wurde die Ehe geschieden.
Für das Volk war er einfach der „Affen-Thun“, denn er hatte eine sehr enge Beziehung zu Tieren und trug meist einen Affen mit sich. Er starb 1935, achtundvierzigjährig, an einer septischen Angina in Wien.
Otto Stoessl erinnerte in einem Nachruf in der „Wiener Zeitung“ an Thuns Ähnlichkeit mit Adolf Loos und nannte sie beide „Lehrer einer europäischen Kultur in einem Übergangsland.“ Für seinen Nachfolger Alois Weywar hatte er die Frage des Jahrhunderts beantwortet, die Frage nach der arteigenen Bewegung des Menschen.

## Forschung
Es begann damit, dass Thun-Hohenstein einen Reitunfall erlitten hatte, von dem eine Bewegungseinschränkung in der Schulter zurückgeblieben war. Durch seine aristokratische Herkunft mit Pferden vertraut wusste er, dass man ein durch Krankheit geschwächtes Pferd wieder leistungsfähig machen kann, indem man es in seinen Gangarten gut dosiert bewegt. So kam ihm der Gedanke: „Wenn ich ein Pferd wäre, wüsste ich, was ich zu tun hätte, ich müsste mich in meinen Gangarten bewegen.“ Doch der Vollzug der unversehrten angeborenen Fortbewegung, die ja die Voraussetzung für die heilsame Wirkung ist, ist nur dem Tier selbstverständlich, dem Menschen ist sie durch die Aufrichtung und den damit verbundenen kulturellen Überlagerungen, aber auch zivilisatorischen Beeinträchtigungen weitgehend verschüttet worden. Da sie im frühesten Kindesalter automatisiert wird, bleibt sie ihm auch unbewusst und so war sie als Therapie nicht einsetzbar. Also stellte er 1923 bei einem Sportärztelehrgang an der Hochschule für Leibesübungen in Berlin die Frage nach der angeborenen Fortbewegungsanlage des Menschen. Doch schon die Fragestellung erwies sich als neu. Die Professoren August Bier und Rudolf Klapp, beide Chirurgen, waren der Meinung, dass er sie wohl selbst werde beantworten müssen. Klapp hatte schon 1905 ein Kriechverfahren entwickelt, mit dem er Kinder und Jugendliche, die an Skoliose litten, behandelte. Doch geschah dies im Rahmen der üblichen Heilgymnastik und berücksichtigte die Frage nach der angeborenen unverfälschten Fortbewegung nicht.
Thun versuchte nun, die Evolution der arteigenen Fortbewegung der Lebewesen zu erforschen, vom Protoplasma ausgehend, von der Urform des Kreisens, über das Wälzen und Kriechen und den Gang auf allen Vieren bis zur Aufrichtung zu verfolgen, um dann die Fortbewegung des Menschen mit der der Wirbeltiere zu vergleichen.
Die Gangarten des Pferdes sind jenen des Menschen am nächsten. Schon Leonardo da Vinci hat die Identität des Diagonalstützwechsels beim trabenden Pferd und beim schreitenden Menschen nachgewiesen. Unserem Gehen, Laufen, Hüpfen entsprechen beim Pferd Schritt, Trab, Galopp.
Er ließ sie seine Schüler zuerst auf allen Vieren üben, auch bäuchlings nach oben gewandt, wie Kinder es auch mit Vorliebe tun, da sie instinktiv alles ausprobieren, was ihnen bewegungsmäßig angeboren ist, dann erst in der aufrechten Haltung.
Thun-Hohenstein hat sein Kriechen auf Händen und Knien zwar im Einvernehmen mit Klapp entwickelt, doch geht es über dessen Verfahren hinaus, da es neben der Kräftigung und Berichtigung des Körpers den Übenden in die Grundlagen der Fortbewegung einordnet. So wird er sich seiner angeborenen Bewegung bewusst und kann sie übend wieder erschließen. Dieses Üben bildet die Basis der Aufrichtung.

„Wenn wir entwicklungsgeschichtlich von der aufrechten Haltung zurückgehen auf die horizontale Bewegung mit vier Stützpunkten, so gewinnen wir für die spätere Wiederaufrichtung eine natürliche Grundlage durch das vergleichende Studium der horizontalen Bewegungen, zunächst unserer Vierfüßler, am eigenen Leib. Alle anderen Möglichkeiten, von der Erde, über das Wasser bis in die Luft sind von diesem Fundament aus gegeben.“

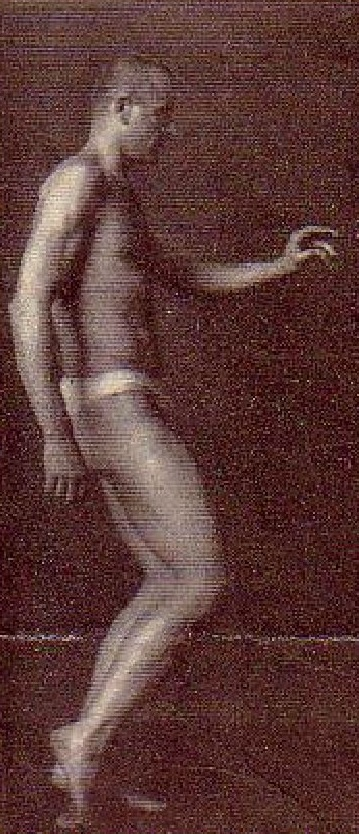
Maximilian Thun-Hohenstein zeigt die tänzerische Mitte

Durch die genaue Übung des Vierfüßlerganges erkannte er – nicht so sehr durch wissenschaftliche Analyse, als vielmehr durch Beobachtung am eigenen Leib mittels des Bewegungssinnes, also einer Innenschau der Bewegung – dass dessen Gesetzmäßigkeiten auch für den aufrechten Gang gültig sind, dass er der bewusste Vierfüßlergang ist. Die Befähigung zur Aufrichtung liegt in der Rückbeugefähigkeit des Menschen. Diese Mittlingsorientierung, sich nach vorne und rückwärts gleichermaßen beugen zu können, macht ihm den aufrechten Gang möglich. Sie enthält einen Bewusstseinsradius von 180°, der die Grundlage seiner Geistesgeschichte ist. Er nannte sie begeistert die „tänzerische Mitte“. Die Rückbeugefähigkeit ist jene Bewegung, die den Menschen vom Tier unterscheidet. Durch sie vermag er sich in drei Ebenen zu bewegen: im Vierfüßlergang mit dem Bauch nach unten und nach oben sowie in der aufrechten Haltung. Dadurch stehen ihm insgesamt 44 Gangarten zur Verfügung, ein Reichtum, den kein anderes Lebewesen besitzt.
Der Histologe und Zoologe Hanns Plenk sen. schrieb in „Der Mensch und seine Stellung im Naturganzen“: „Wenn wir die Eigenart der menschlichen Gestalt innerhalb der Säugetierorganisation auf eine möglichst prägnante Formel zu bringen suchen, finden wir eine solche in der vollendeten Aufrichtung und in der Größe des Gehirnes....Beides hängt innig zusammen, da ja die vollzogene Aufrichtung Mittel und Reichweite und Naturbeherrschung des Menschen ist....Der geniale Gymnastiker Dr. Max Graf Thun-Hohenstein hat daher richtig betont, dass der Mensch die singuläre Fähigkeit der ‚Mittlingsaufrichtung‘ besitze...“
Thun-Hohenstein erkannte, dass die Fortbewegung nicht durch die Gliedmaßen geschieht, sondern über eine Wringung des Rückgrats. Diese schiebt den Körper nach vor, bis es zu einem Reflex kommt, der den Schritt auslöst. Er nannte es die „Erfolgsstreckung“. Um nicht zu kippen, setzen die Gliedmaßen der einen Seite, die sich mitgehend bereits gestreckt haben, auf den Boden auf. Durch die Wringung der Wirbelsäule schiebt sich der Körper wieder vor, bis es zu einem Reflex kommt und die Gliedmaßen der anderen Seite aufgerufen werden. Beim aufrechten Gang ist eine Kniestreckung und eine Fersensenkung des Standbeines für die Erhaltung der Aufrichtung wichtig. Die Fortbewegung ist somit eine Ganzkörperbewegung.
Darüber hinaus hat Thun-Hohenstein eine Bestimmungsregel in acht Punkten aufgestellt, nach der jede Gangart bestimmbar und dadurch von allen anderen Gangarten unterscheidbar ist. Es sind dies:
1. die Art der Gewichtsübertragung oder Erfolgsstreckung
2. die Art der Stütze
3. die längste Dehnung und Spielbeinfolge
4. das Vorhandensein einer Schwebe
5. der Grad der Aufrichtung
6. die Optik der Fußfolge
7. die Akustik der Fußfolge
8. Die Spur

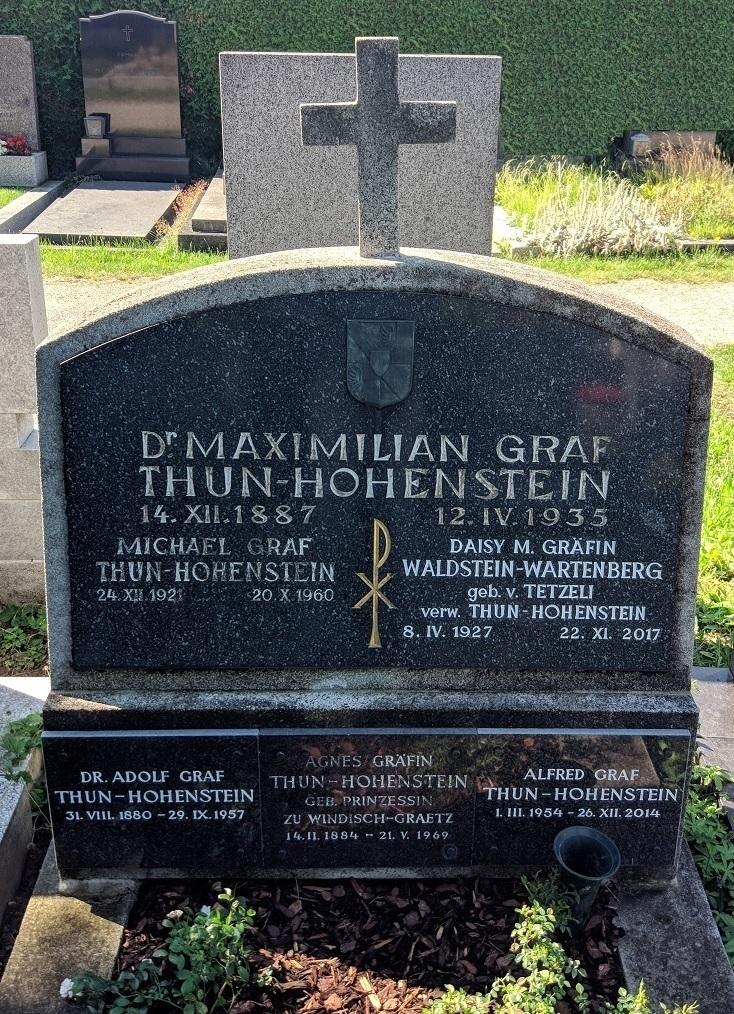
Grab von Dr. Max Thun-Hohenstein Friedhof Wien-Hietzing

Doch Thun-Hohenstein war nicht der Einzige, der hier Pionierarbeit leistete. Dass die Erforschung der Fortbewegung Angelpunkt der Bewegungsforschung ist, diese Ansicht vertrat in Russland Nikolai Alexandrowitsch Bernstein, der sich in den 1920er-Jahren der Erforschung der menschlichen Lokomotion widmete. Auch Margarete Streicher, die mit Karl Gaulhofer zur selben Zeit das „Natürliche Turnen“ in den Schulen begründete, wies darauf hin, dass der adäquate Reiz zur Vollentwicklung für den Fisch das Schwimmen, für den Vogel das Fliegen, für das Säugetier die Fortbewegung auf dem Lande sei, da die Fortbewegung jedes Lebewesens der sich nach der Geburt fortsetzenden Werdebewegung des Embryos im Mutterleib entspricht. Durch Thun-Hohensteins Analyse und Definition dieser Lebensbewegung wurde sie unverfälscht, wie die Bewegung der Tiere, wiedergefunden und somit als heilende Bewegung zugängig gemacht.
Der Zoologe Wilhelm Marinelli, ein weiterer Zeitgenosse Thun-Hohensteins, zeigte in seinem Hauptwerk über „Vergleichende Anatomie und Morphologie der Wirbeltiere“, wie die umweltbedingte Fortbewegung die Gestalt der Tiere hervorruft und beweist damit das formende Prinzip der Fortbewegung, wie auch in welch entwicklungsgeschichtlichen Tiefen des menschlichen Daseins die naturgeschichtliche Wurzel der Leibeserziehung gründet. Den zweiten Teil dieser Arbeit, der der „vergleichend-funktionellen Anatomie“ hätte gelten sollen, also die der Gestaltungsanlage entsprechende Bewegungsanlage hätte behandeln sollen, konnte er nicht mehr schreiben. Dieser wurde durch Thun-Hohensteins Forschung erfüllt.
1931 beantwortete er seine sieben Jahre zuvor aufgeworfene Frage in einem umfassenden Vortrag im großen Saal des Militärkasinos in Wien. Entlang der Podiumsrampe hatte er Merktafeln über die einzelnen Gangarten legen lassen, denn wie immer sprach er frei und turnte gleichzeitig. Seine Schulter war damals schon geheilt. Die Lähmung hatte sich auf einer Paddelbootfahrt von Passau nach Wien durch entsprechende Bewegung und Naturnähe von selbst gelöst. Nachdem er die im biologischen Bereich liegende Forschungstätigkeit abgeschlossen hatte, begann er, sich mit geometrischen Formen zu beschäftigen. Er entdeckte, dass manche der Statik, andere der Bewegung entsprachen.
Sein früher und plötzlicher Tod unterbrach jedoch diese Weiterführung und verhinderte auch eine Niederschrift seiner Forschungsergebnisse, die deshalb nur in Zeitungsartikeln, kleineren Aufsätzen und Flugschriften überliefert sind. Er starb 1935, achtundvierzigjährig, an einer septischen Angina in Wien.
Sein größter Verehrer und Förderer, der Kunsthistoriker und Publizist Max Ermers (1881–1950), mit Adolf Loos Gründer der Siedlungsbewegung, hielt beim Begräbnis am 15. April 1935 die Grabrede, in der er die Verdienste des Verstorbenen hervorhob, die auch schließlich zur Versöhnung mit dem Vater geführt hatten. Das Grab befindet sich am Hietzinger Friedhof in Wien.

## Rezeption und weitere Entwicklung
1928 hatte Ermers in „Das Weltbild“ geschrieben: „Tausende füllen die Säle, wenn er – eine hohe, sehnige, aristokratische Gestalt – mit seinen Affen, in Handsack oder Miniaturkäfigen verstaut, angerückt kommt, um das neue Evangelium von Leib und Seele zu künden....“ Das große Interesse, das Thun-Hohensteins Wirken in der Zwischenkriegszeit entgegengebracht wurde, konnte nach dem Krieg nicht mehr erweckt werden.
Max Ermers hatte emigrieren müssen, kehrte 1949 zurück, starb aber ein Jahr später. Hanns Plenk sen. (1887–1962), ab 1932 Präsident von Thuns wissenschaftlicher Gesellschaft, verfasste nach seinem Tod das Vorwort für ein Buch, das er zusammen mit Alois Weywar schreiben wollte. Ein Aufenthalt in Persien führte zu einer Unterbrechung der gemeinsamen Arbeit. Als er nach Wien zurückkam, waren die Unterlagen durch Veruntreuung durch ein Mitglied der Gesellschaft verloren gegangen.
Alois Weywar (1903–1997), der Thun-Hohenstein 1927 anlässlich eines seiner Vorträge kennengelernt hatte, wurde Schüler, Assistent und trat auch die Nachfolge an. Während des Krieges war er Versehrtensportlehrer in einem Kriegslazarett und in einem P.o.W.(Prisoner of war)-Hospital. Nach dem Krieg absolvierte er eine weitere Ausbildung zum Dipl. Assistenten für physikalische Medizin und arbeitete als Physiotherapeut und Versehrtensportlehrer u. a. im Unfallkrankenhaus Wien XX, einschließlich Sonderstation Stollhof (Lorenz Böhler), Kantonsspital Zürich (Böni), Diakonissenanstalt Schwäbisch Hall (Jäger, D. Bruns), Kaiser-Franz-Josefs-Spital, Wien. Vor allem in der Behandlung von Beinamputierten erzielte er hervorragende Erfolge, indem er Thun-Hohensteins Lehre von den angeborenen Fortbewegungsarten zur Anwendung brachte. Er hat neben mehreren Schriften eine umfassende Darstellung seiner Lehre in langjähriger Arbeit niedergelegt.
Als er das Kapitel, in dem er die Bewegungen von Rumpf und Gliedmaßen genau beschrieb, und so, von der Bewegung ausgehend die in der Erbanlage vorbereitete Gestalt entwickelte, Hans Groll (1909–1975) zu lesen gab, war dieser beeindruckt und meinte, dass hier die Fortbewegung zu Lande erforscht sei und sie ein neuer Zweig der Leibesübungen sei, der mit nichts anderem vermischt werden dürfe. Er starb jedoch kurz darauf und die Sportwissenschaft beachtete Thun-Hohensteins Erkenntnisse nicht.
Stefan Größing, Universität Salzburg, gelang es durch großen persönlichen Einsatz das Manuskript 1996 wenige Monate vor Weywars Tod in der Schriftenreihe des Streicher-Archivs des Instituts für Sportwissenschaften der Universität Salzburg zu veröffentlichen. Dorthin gelangte auch nach seinem Tod Thun-Hohensteins Archivmaterial. Später wurde es von Größing der Nationalbibliothek übergeben.
Horst Tiwald, (1938–2013), Universität für Sportwissenschaft in Hamburg, hatte von Thun-Hohenstein durch einen Artikel von Alois Weywar erfahren und lud ihn danach regelmäßig zu Kursen nach Hamburg ein. Er blieb lebenslang an Thun-Hohensteins Lehre interessiert, hat sie in seine eigene Forschung einfließen lassen und an seine Studenten weitergegeben. Er betrachtete sie, wie auch die Arbeit von Bernstein, als grundlegend für die Entwicklung einer „transkulturellen Bewegungsforschung“, die ihm ein Anliegen war.
Christa Gierer studierte Hochbau, bevor sie in der Yogaschule von Susanne Schmida eine Ausbildung zur Yogalehrerin erhielt und dort unterrichtete. Anschließend langjährige Zusammenarbeit mit Alois Weywar und Horst Tiwald. Sie führte Thun-Hohensteins Forschung weiter, indem sie den aufrechten Gang nicht als den bewussten Vierfüßlergang, sondern als den verinnerlichten Vierfüßlergang erkannte.
2020 gründeten Karl–Heinz Steinmetz und Rupert Klötzl zusammen mit Christa Gierer die „Österreichische Gesellschaft für Organische Bewegungslehre – Gestaltgymnastik“ zur Weiterführung des Erbes von Max Thun-Hohenstein.

## Werke
- „Grundriß natürlicher Bewegungslehre“, Flugschrift, Wien, 1927. (Im Sammelband von Alois Weywar: „Dr. Max Thun-Hohenstein. Eine Biographie“, Wien, 1989)
- „Gymnastik und Sport, Volkserziehung und Broterwerb“, „Österreichische Arbeiter-, Turn- und Sportzeitung“, Jg. 5 Nr. 3, Wien 1928, Österreichische Nationalbibliothek 608.239-C Per.
- „Das Geheimnis der Grazie“, Moderne Welt, Jg. 10, Nr. 6, Wien 1928, Österreichische Nationalbibliothek 600.190-D Per.
- „Neue Wege der gymnastischen Volksbildung in Österreich“, in Die Zeit, Jg. 1, Nr. 3 Wien 1934, Österreichische Nationalbibliothek 641.310-B.
- „Bewegungsphysiologie und Bewegungstherapie des Menschen“, Zentralblatt für Chirurgie, Jg. 62, Nr. 13, Leipzig 1935, Medizinische Zentralbibliothek in Wien
- „Für Adolf Loos“, Beitrag zur Festschrift zum 60. Geburtstag von Adolf Loos, stark gekürzt. Gästebuch des Hauses am Michaelerplatz, herausgegeben von Burkhardt Rukschcio, Wien, Löcker Verlag, 1985, österreichische Nationalbibliothek 1,244923-B.
- 15 Flugschriften, Österreichische Nationalbibliothek, 1,541.480-C, Neu Kat.